# Alise-Sainte-Reine
Alise-Sainte-Reine er en fransk kommune. Den ligger i departementet
Côte-d'Or.
Kommunen er mest kendt for at være stedet som Napoelon III i 1860 udnævnte til at være stedet for det
mytiske slag i 52 f.Kr., hvor Cæsar slog gallerhøvdingen Vercingetorix og dermed underlagde sig Gallien.